# 大町停留場 (北海道)
大町停留場（おおまちていりゅうじょう）は、北海道函館市大町3番地先・大町7番地先にある函館市企業局交通部（函館市電）本線の停留場である。駅番号はD22。

## 歴史
- 1913年（大正2年）10月30日 - 弥生坂下駅として開業[2]。
- 1938年（昭和13年）以前 - 大町停留場と改称[2]。

## 構造
- 2面2線ホーム（交差点を挟んで千鳥式にホームが設置されている）。
- 1985年（昭和60年）10月まで安全地帯のない停留場であった。その名残で停留場前の電柱に「電車停留所」の看板がしばらく残されていたが、今は取り外されている。

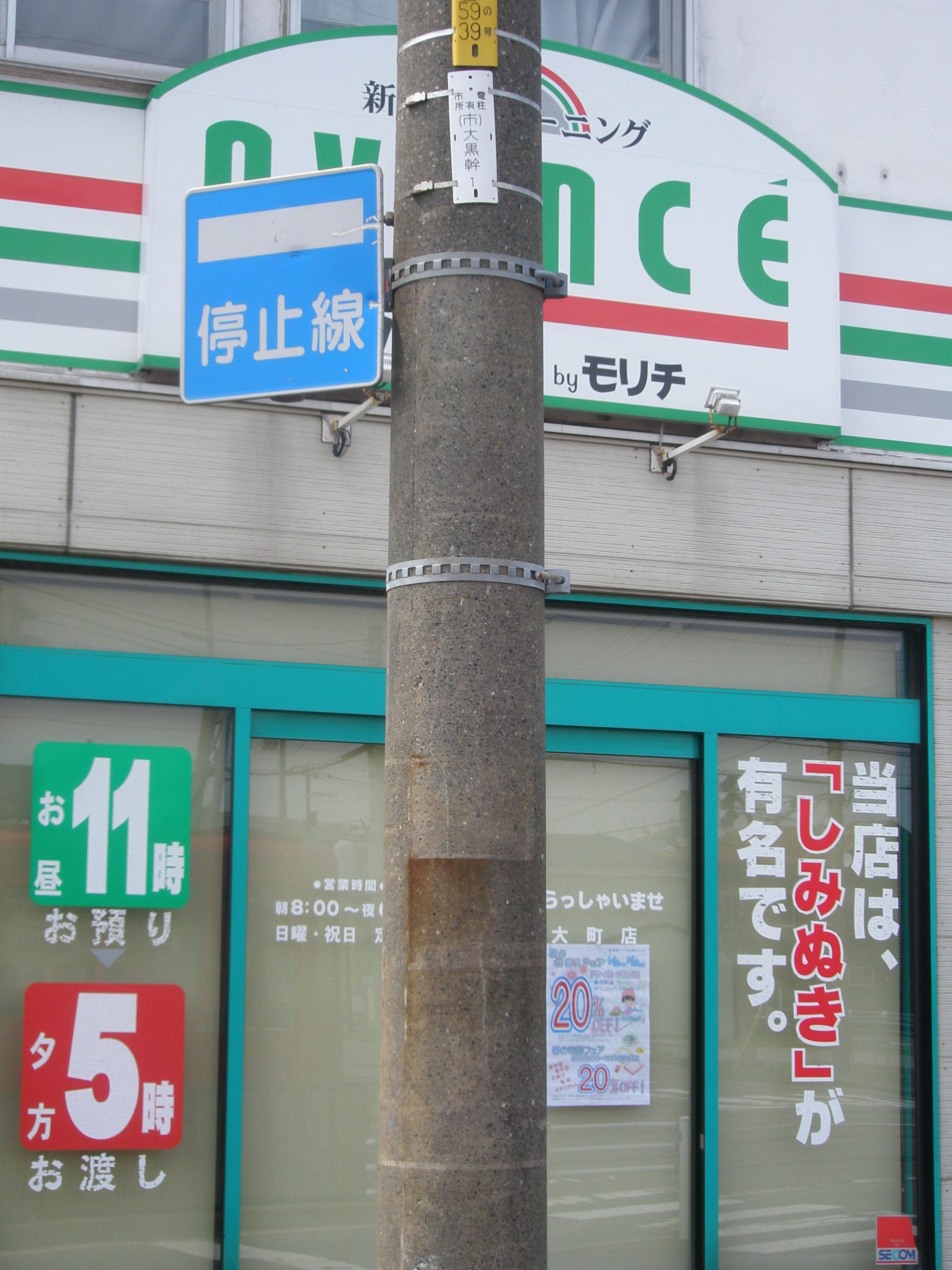
往線側電柱の状況（2017年4月）看板があったと思われる部分の色が違う
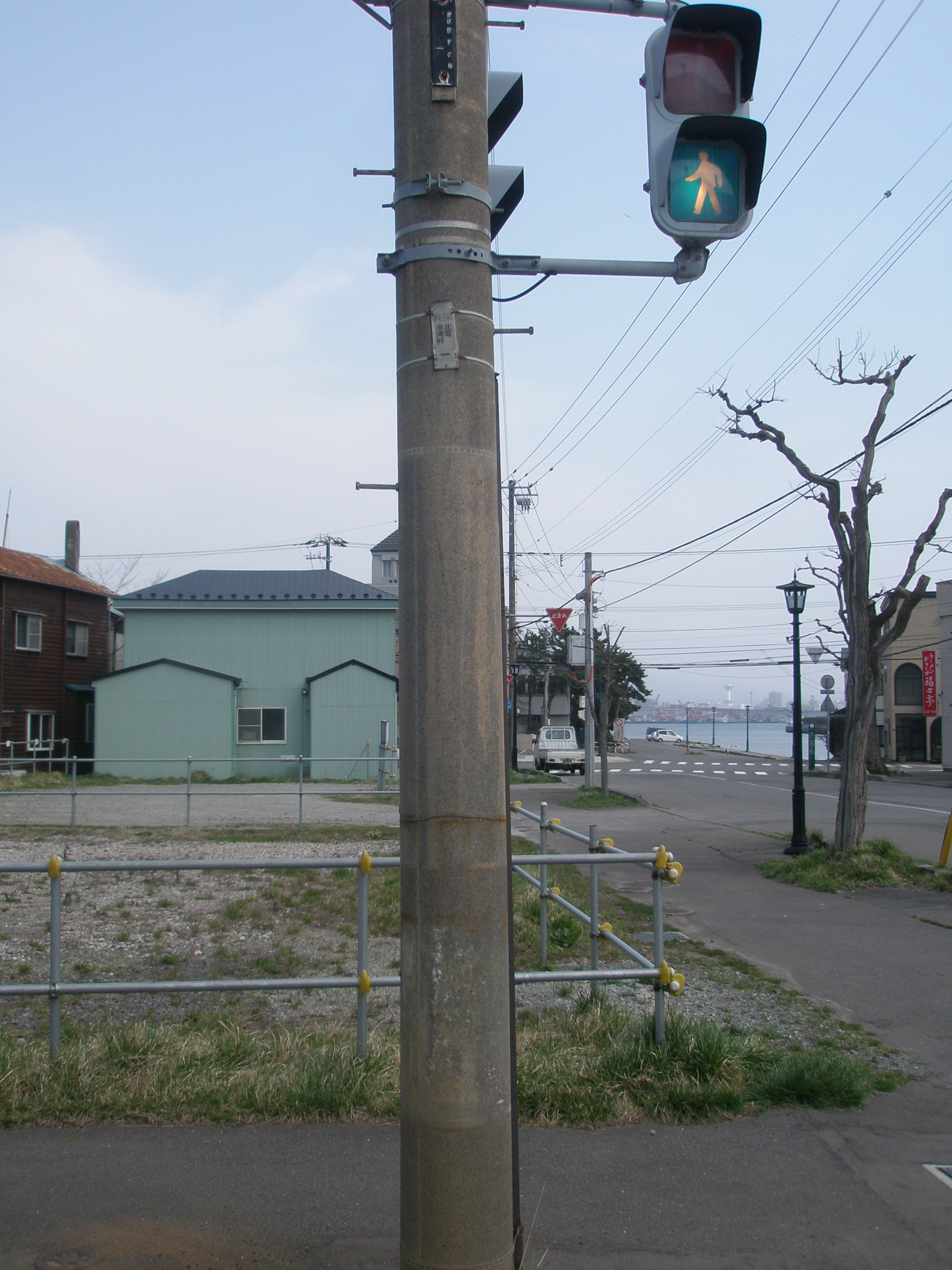
復線側電柱の状況（2017年4月）看板があったと思われる部分の色が違う

## 周辺
- 北海道道457号函館漁港線
- 函館大町郵便局
- 西埠頭
- 緑の島
- 函館市臨海研究所（旧函館西警察署）
- 「箱館丸」（復元船）
- 函館市立弥生小学校
- モリチクリーニング本店
- 函館元町ホテル - 市電・バス乗車券の委託販売店を兼ねている[3]
- 函館バス「弥生町」停留所[4]

## 隣の停留場
函館市企業局交通部
本線
末広町停留場 (D21) - 大町停留場 (D22) - 函館どつく前停留場 (D23)